# Anapronoe reinhardti
Anapronoe reinhardti är en kräftdjursart som beskrevs av Knud Hensch Stephensen 1925. Anapronoe reinhardti ingår i släktet Anapronoe och familjen Anapronoidae. Inga underarter finns listade i Catalogue of Life.